# Willem Pieter Hendrik Jansen
Willem Pieter Hendrik Jansen, ook wel Wilhelmus Petrus Henricus of W.P.H. Jansen, (Schiedam, 23 december 1858 – Voorburg, 21 maart 1941) was een Nederlands geestelijke en componist.
Hij was zoon van Petrus Johannes Jansen en Gezina Dorotheas Gompertz. Vader was arts, lid van het R.K. Parochiaal Armbestuur en betrokken bij het weeshuis en was 49 jaar bestuurslid bij de Vereniging tot verschaffing van goede woningen aan minderbedeelden (Nieuwsticht).
Jansen kreeg zijn muziekopleiding van W.J. Reynier en M. Lans. Hij verbleef na zijn priesterwijding enige tijd in Regensburg om daar in 1893 het diploma kerkmuziek te halen. Het was vervolgens enige tijd kapelaan te Den Helder. Hij werd docent/professor aan Seminarie Hageveld (Voorhout) en vanaf 1901 pastoor te Beemster. Het was van 1908 tot 1935 (vanaf 1933 emeritaat) pastoor van de Haagse Sint-Josephparochie in het bisdom Haarlem, alwaar hij een nieuw orgel liet plaatsen. Hij had ook invloed in het onderwijs. Na de Pacificatie van 1917 stichtte hij onder de noemer Schoolvereniging een (serie) rooms-katholieke school (scholen) in zijn parochie, welke pas in de jaren zestig door ontkerkelijking werd opgeheven. Ook stichtte hij in die tijd een school voor “zwakzinnige kinderen”. Hij werd erekanunnik van het kathedraalkapittel St.-Bavo te Haarlem.
Hij was studiegenoot van de latere paus Leo XIII en was enige tijd voorzitter van de Nederlandse Sint-Gregoriusvereniging  (als opvolger van Lans). Hij was initiator van de Rooms-Katholieke Kerkmuziekschool in Utrecht. Hij was ridder in de Orde van Oranje-Nassau.
Voor zijn gouden priesterjubileum in december 1932 kreeg hij een beeldje van Wim Harzing overhandigd voorstellende de Heilige Lidwina van Schiedam.
Hij schreef wat liturgische muziek. Enkele werken:
- opus 13: Duo responsoria ad Mut. In Resurrectione Domini; uitgevoerd ter nagedachtenis van monseigneur Michaël Joannes Antonius Lans
- opus 24: Een vrouwehand (een Koninginnelied) op tekst van D.F. van Heyst, voor gemengd koor met tenorsolo
- Zes liederen op tekst van Van der Ploeg
- Mis ter ere van de Heilige Antonius van Paduo, voor alt, bariton en orgel
- Heilige Engel unter den Palmen, voor sopraan, koor begeleid door piano.
- Pier de mandenmaker, een lied op tekst van René De Clercq [4]
- Reizangen, onder andere Vondels reizangen